# Jörg Bendix
Jörg Bendix (* 12. April 1961 in Troisdorf-Sieglar) ist ein deutscher physischer Geograph und Professor an der Universität Marburg.

## Leben
Bendix studierte 1982 Geographie an der Universität Trier, von 1983 bis 1988 Geographie, Bodenkunde, landwirtschaftlicher Wasserbau und Hydrobiologie an der Universität Bonn und schloss 1988 mit dem Diplom ab. Anschließend arbeitete er als Wissenschaftlicher Assistent bei Matthias Winiger am Lehrstuhl für Fernerkundung und Klimatologie in Bonn. 1992 wurde er dort promoviert und zum Lehrbeauftragten ernannt. 1997 wurde er ebendort für Geographie habilitiert. Im Sommersemester 1998 vertrat Bendix die Professur für Physische Geographie an der Universität Marburg. 1999 wurde er als C3-Professor für Angewandte Physische Geographie an die Universität München berufen. Seit 2000 ist er Lehrstuhlinhaber für Geoökologie an der Universität Marburg und Leiter des Instituts für Physische Geographie an der Philipps-Universität Marburg. Er ist Mitglied in der Akademie der Wissenschaften und der Literatur Mainz. Im Jahr 2011 wurde er zum Mitglied der Nationalen Akademie der Wissenschaften Leopoldina gewählt.
Seine Forschungsschwerpunkte sind die Klimatologie und die Fernerkundung. In einem DFG-Projekt untersucht Bendix in Kooperation mit der Uni München die Entwicklung und mögliche Schutzmaßnahmen für Bergregenwälder in Ecuador.
Bendix veröffentlichte zahlreiche Artikel und Buchbeiträge.